# Signal基金會
Signal技術基金會（英語：Signal Technology Foundation）通稱Signal基金會（Signal Foundation）是由美國企業家馬克西·馬林史派克和萊恩·艾克頓於2018年創立的非營利組織，其宗旨是「開發開放源代碼隱私技術，以保護自由表達並實現世界範圍內的安全通訊」。

## 歷史
2018年2月21日，通訊軟體Signal共同創辦人馬克西·馬林史派克和Whatsapp共同創辦人萊恩·艾克頓宣布成立Signal基金會，初期由2017年9月離開Whatsapp母公司Facebook的艾克頓出資5,000萬美元作為起始資金，此前Signal項目則長期由新聞自由基金會資助，其在Signal基金會的非營利地位待定期間持續擔任該項目的贊助商。
初期5,000萬美元的資金是艾克頓提供的貸款而非捐款。直至2018年底，貸款金額增加至105,000,400美元，預計於2068年2月28日償還，該貸款為無抵押，利息為0％。

## 人員
截至2020年10月，Signal基金會的董事會共有三名成員：
- 梅雷迪斯·惠特克（英语：Meredith Whittaker）
- 馬克西·馬林史派克（英语：Moxie Marlinspike）
- 萊恩·艾克頓（英语：Brian Acton）

艾克頓同時也是董事會的執行主席。

## Signal Messenger LLC
Signal Messenger LLC（有限责任公司）與Signal基金會同時成立，並作為基金會的分支營運，由馬林史派克擔任首任執行長，負責Signal應用程式和Signal協議的開發。

### 高层领导
除了Signal基金会主席之外，Signal Messenger还会由传统上的首席执行官（CEO）领导。这种情况一直持续到2022年9月，当时设立了一个新的总裁职位（President），该职位专注于更核心的战略方向。

#### 首席执行官列表
- 馬克西·馬林史派克（英语：Moxie Marlinspike）（2018年至2022年）
- 萊恩·艾克頓（英语：Brian Acton）（2022年至今）

#### 总裁列表
- 梅雷迪斯·惠特克（英语：Meredith Whittaker）（2022年至今）[17]

## 延伸閱讀
- Greenberg, Andy. . Wired (Condé Nast). 2020-02-14  [2020-02-15]. （原始内容存档于2020-02-14） （英语）.

## 外部連結
- 官方网站
- 「Signal Foundation」 （页面存档备份，存于）（由馬克西·馬林史派克和萊恩·艾克頓發布）